# İznik
İznik (altgriechisch Νίκαια Nikaia; lateinisch Nicaea; deutsch Nicäa, Nikäa oder Nizäa) ist eine Stadt im gleichnamigen Landkreis der türkischen Provinz Bursa und gleichzeitig ein Stadtbezirk der 1986 geschaffenen Büyükşehir belediyesi Bursa  (Großstadtgemeinde/Metropolprovinz). Sie liegt am İznik-See (türkisch İznik Gölü, griechisch Askania Limne), einige Dutzend Kilometer südlich von Istanbul.

## Geschichte

### Das antike und byzantinische Nikaia
Die Stadt in Kleinasien liegt in Bithynien, unweit von Konstantinopel und der früheren römischen Kaiserresidenz Nikomedia. Nikaia soll in der Frühzeit den Namen Elikore oder Ankore getragen haben. Antigonos I. Monophthalmos legte dort eine Kolonie Antigoneia an. Wohl um 301 v. Chr. gründete Lysimachos die Stadt neu und benannte sie nach seiner ersten Frau Nikaia. Einige Zeit später (282/281 v. Chr.) gelangte Nikaia an Bithynien und wurde ab 74 v. Chr. römisch, als dieses Königreich zu einer römischen Provinz wurde.
Bedeutung erlangte Nikaia in der Spätantike durch die dort abgehaltenen ökumenischen Konzile:
- Erstes Konzil von Nicäa, 325 (Bekenntnis von Nicäa)
- Zweites Konzil von Nicäa (siebtes ökumenisches Konzil), 787

Nikaia war die Hauptstadt des 680 erstmals urkundlich erwähnten Themas von Opsikion.
Die Stadt wurde 1077 von den Rum-Seldschuken erobert, welche hier ihre erste Hauptstadt einrichteten. Allerdings fiel dann im Jahr 1097 die Stadt nach einer Belagerung durch die Kreuzritter im Ersten Kreuzzug an Byzanz zurück, das die türkische Besatzung zur Kapitulation bewegen konnte, um auf diese Weise eine Plünderung durch die Kreuzfahrer zu vermeiden. Die Kreuzfahrer empfanden dieses Verhalten als Verrat.
1204, nach der Eroberung Konstantinopels durch die Kreuzfahrer des Vierten Kreuzzugs, wurde Nicäa von den aus Konstantinopel vertriebenen Byzantinern unter Kaiser Theodor I. Laskaris als provisorische Hauptstadt genutzt. Nicäa blieb aber der Hauptsitz des exilierten orthodoxen Patriarchen von Konstantinopel. Das Reich von Nicäa setzte die byzantinische Tradition bis zur Rückeroberung Konstantinopels 1261 fort.

### Die osmanische Stadt
1331 fiel die Stadt an das Osmanische Reich.
Unter den Osmanen entwickelte sich İznik, neben Kütahya, zu einem überragenden Zentrum der Keramikproduktion (İznik-Keramik).

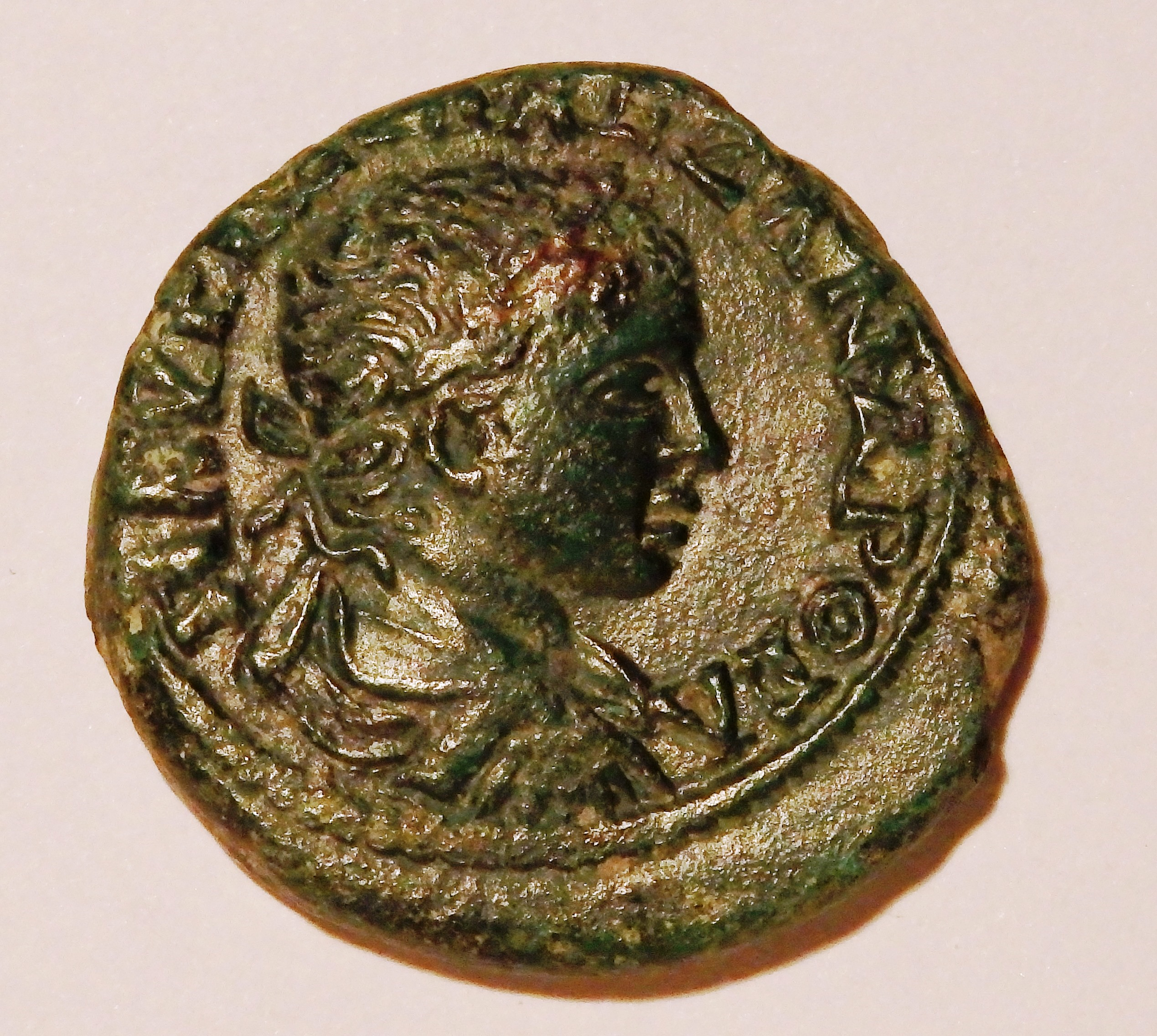
Bronzemünze aus Nicea, z. Zt. Kaiser Alexander Severus
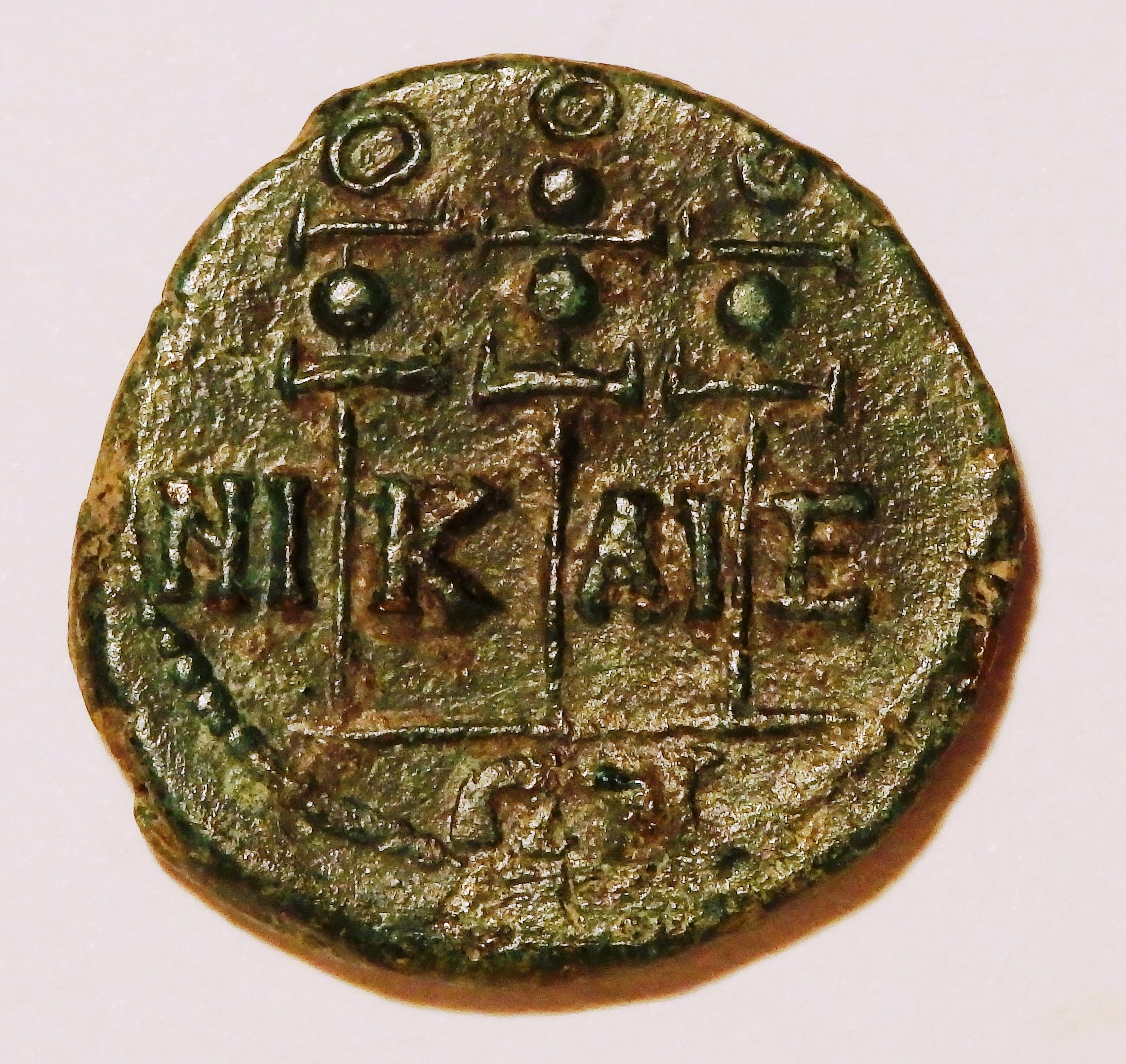
Bronzemünze aus Nicea z. Zt. Alexander Severus’, mit Stadtnamen auf der Rückseite
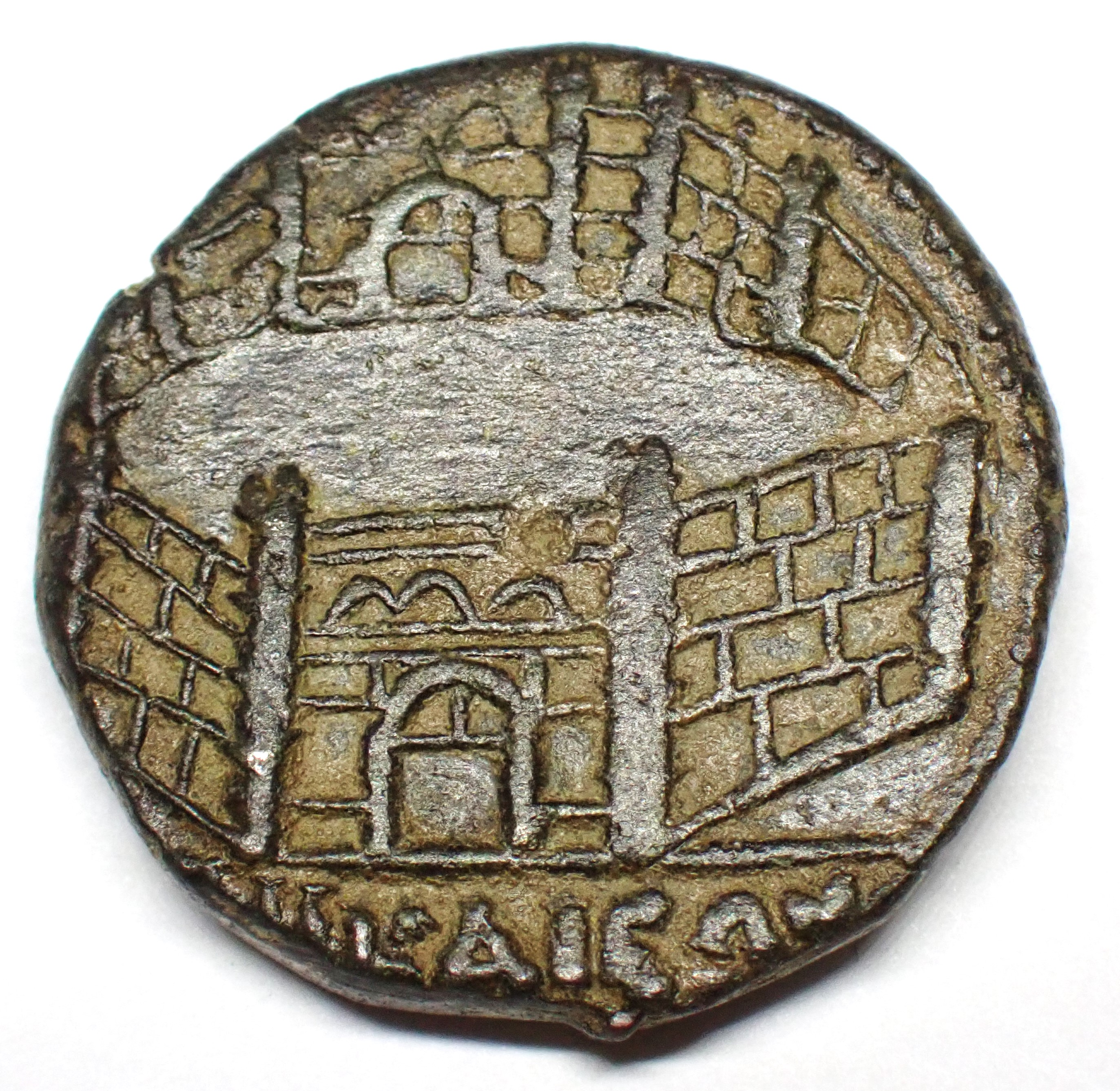
Bronzemünze aus Nicea z. Zt. des Usurpators Macrianus (260–261 n. Chr.), mit Stadtmauer, Sear 4730
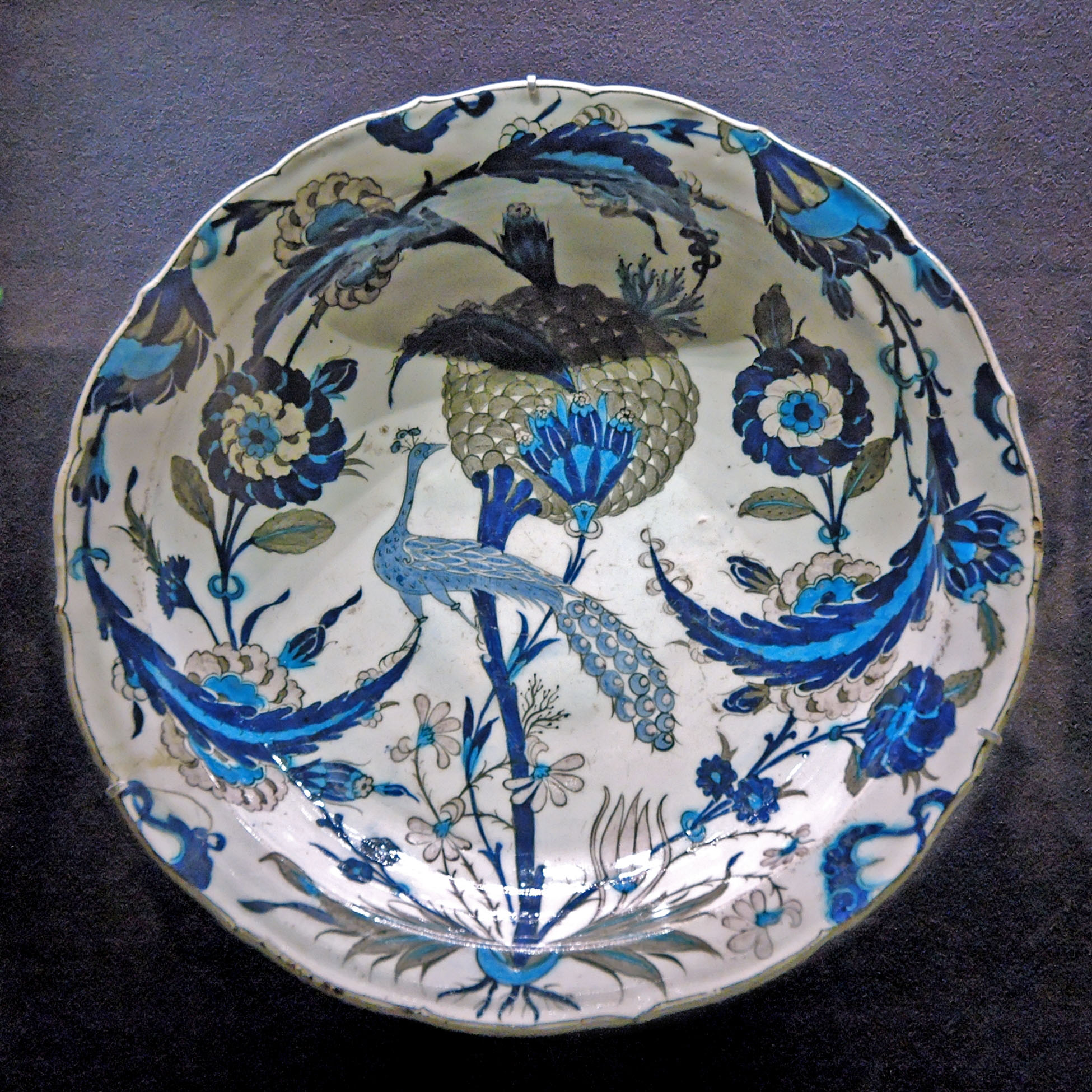
Platte in Unterglasurmalerei im saz-Stil um 1550. Heute im Musée du Louvre, Paris.
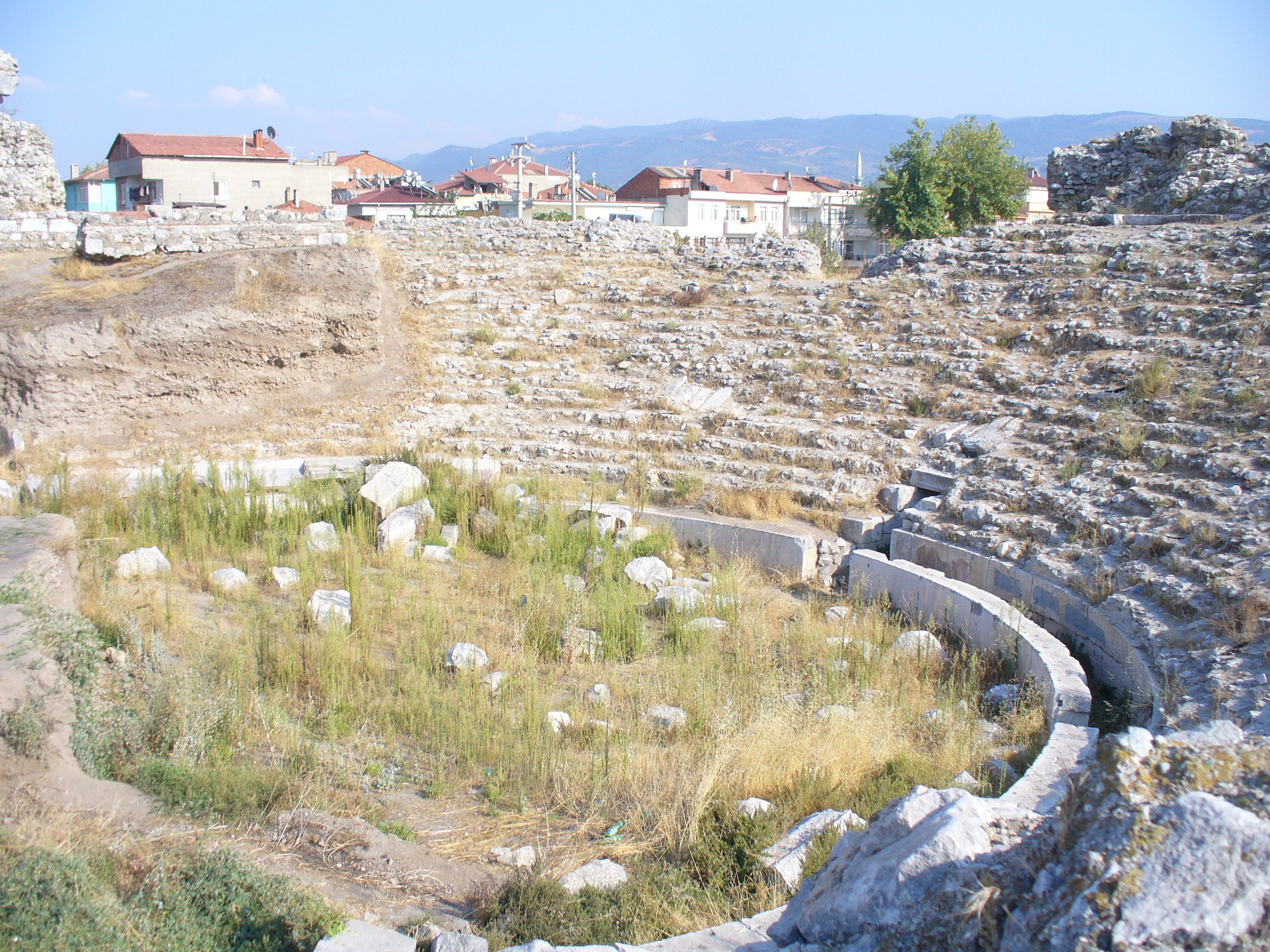
Das Theater, restauriert von Plinius, aber wieder verfallen.

## Sehenswürdigkeiten
Die gut erhaltene antike Stadtmauer mit ihren Toren, einige Kirchen sowie das römische Theater sind noch zu besichtigen. Es gibt ein großes Archäologisches Museum.
Das älteste Bauwerk ist die Kirche der Hagia Sophia aus dem 4. Jahrhundert. Hier wurde das siebte ökumenische Konzil abgehalten. Orhan I. baute sie in eine Moschee um, darin sind unter anderem Reste von Fresken und Mosaiken sowie eine stufenförmige Priesterbank (Synthronon) in der Apsis. Die Moschee war eine längere Zeit eine Ruine, bis sie nach Gründung der modernen Türkei in ein Museum umgewandelt wurde. Auf Initiative des stellvertretenden türkischen Premierministers – und Mitglieds der islamischen Regierungspartei AKP – Bülent Arınç wird das Hagia-Sophia-Museum seit November 2011 wieder als Moschee genutzt, obwohl die örtliche Stadtverwaltung dagegen protestierte.
Die Hacı-Özbek-Moschee, inschriftlich datiert auf das Jahr 1333, ist eine der ältesten Moscheebauten der osmanischen Architektur.

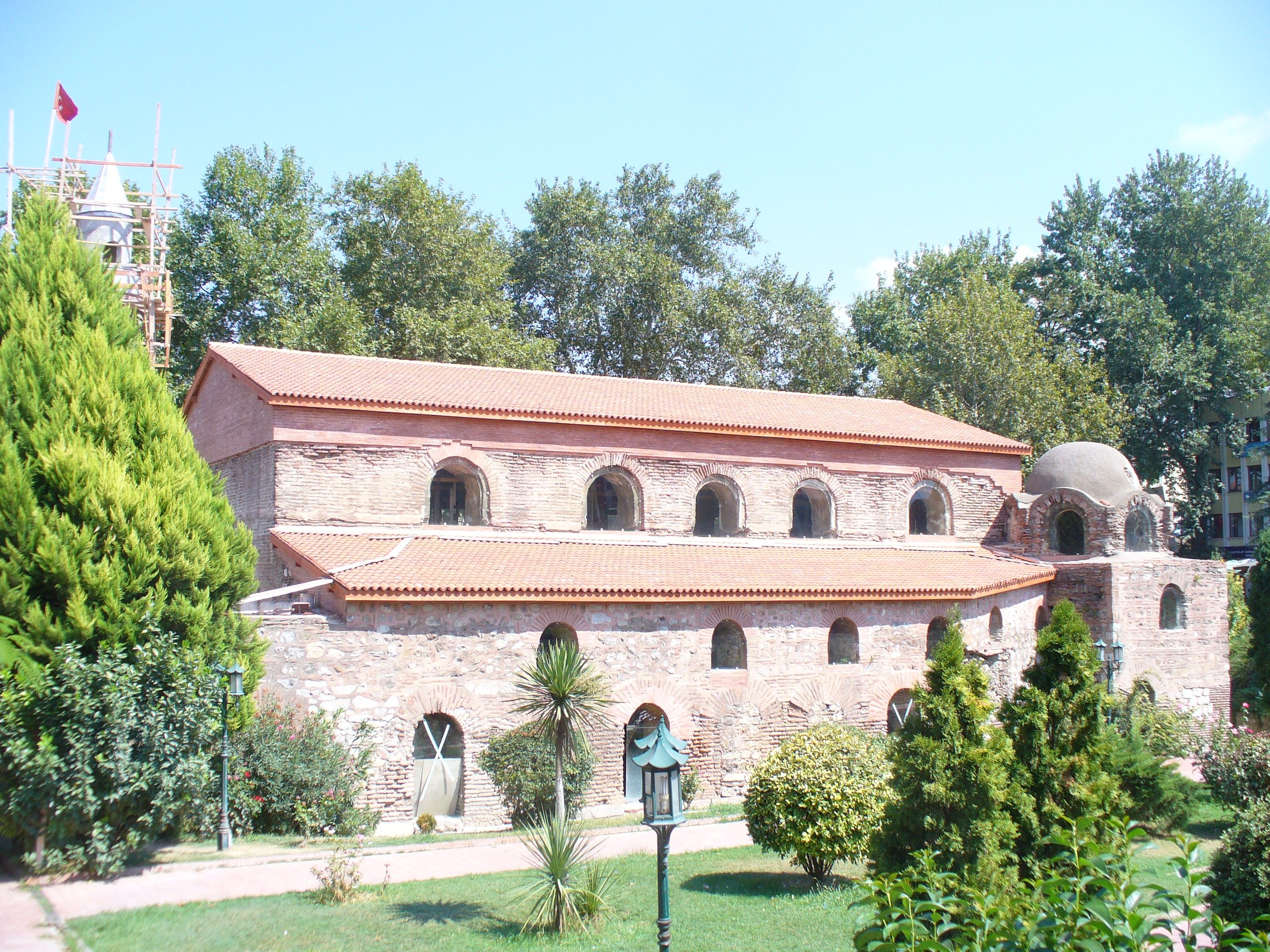
Die Hagia Sophia in Nicäa.
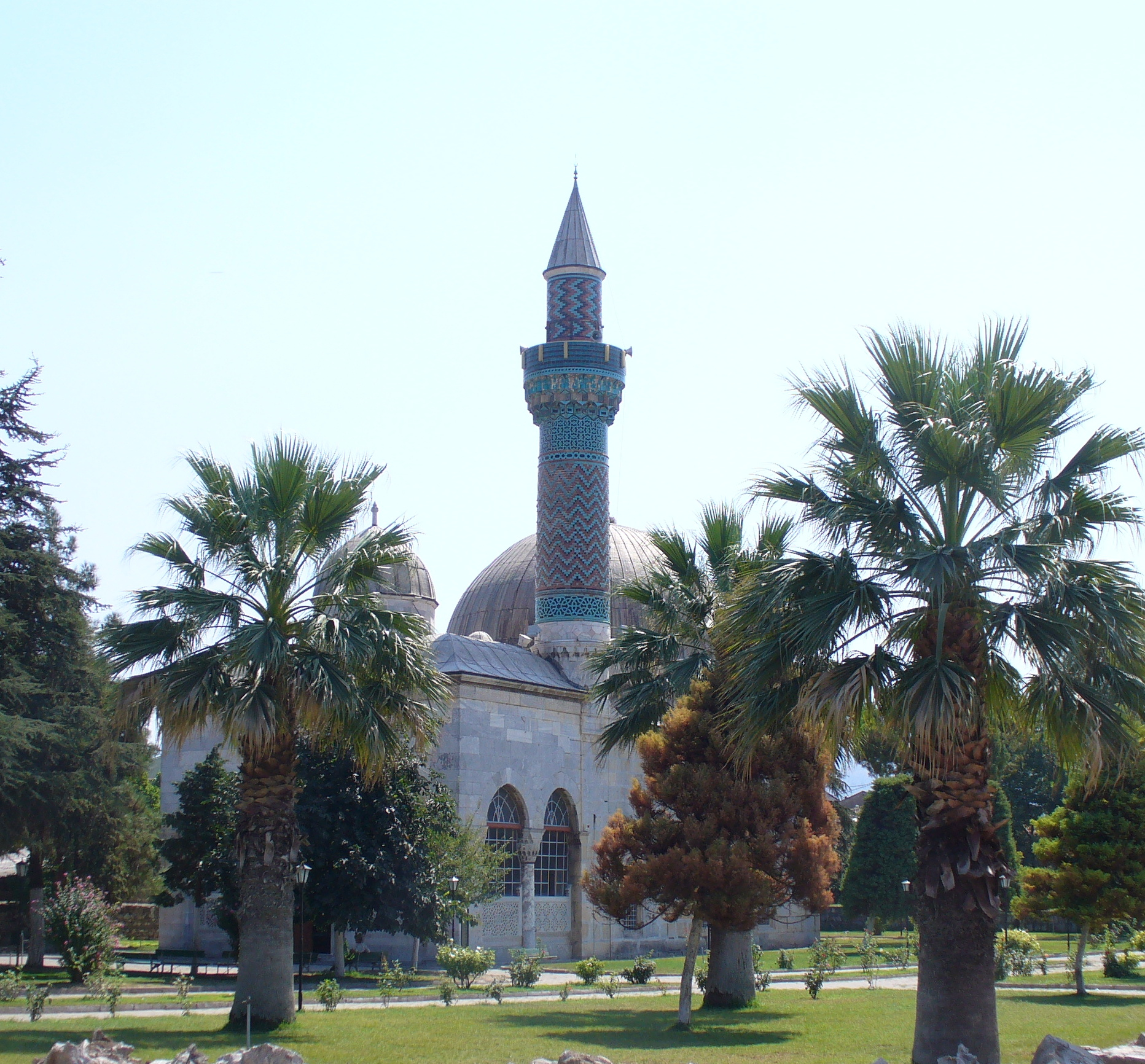
Die grüne Moschee.
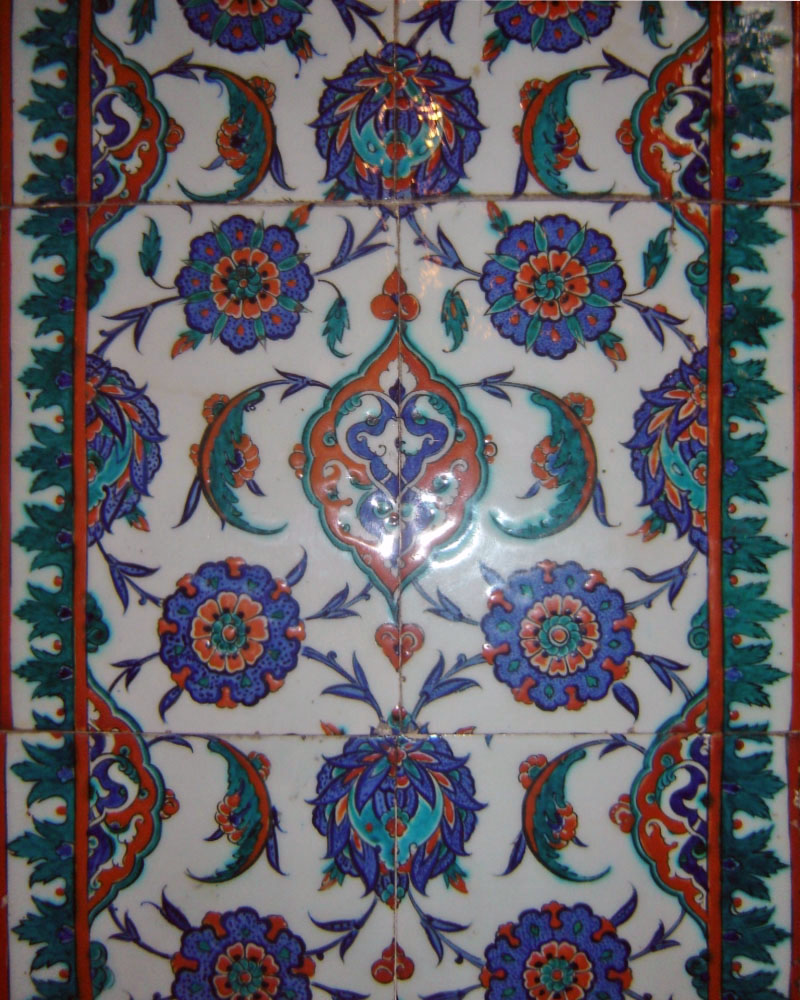
Iznik-Fliesen im Inneren der Selimiye-Moschee in Edirne.
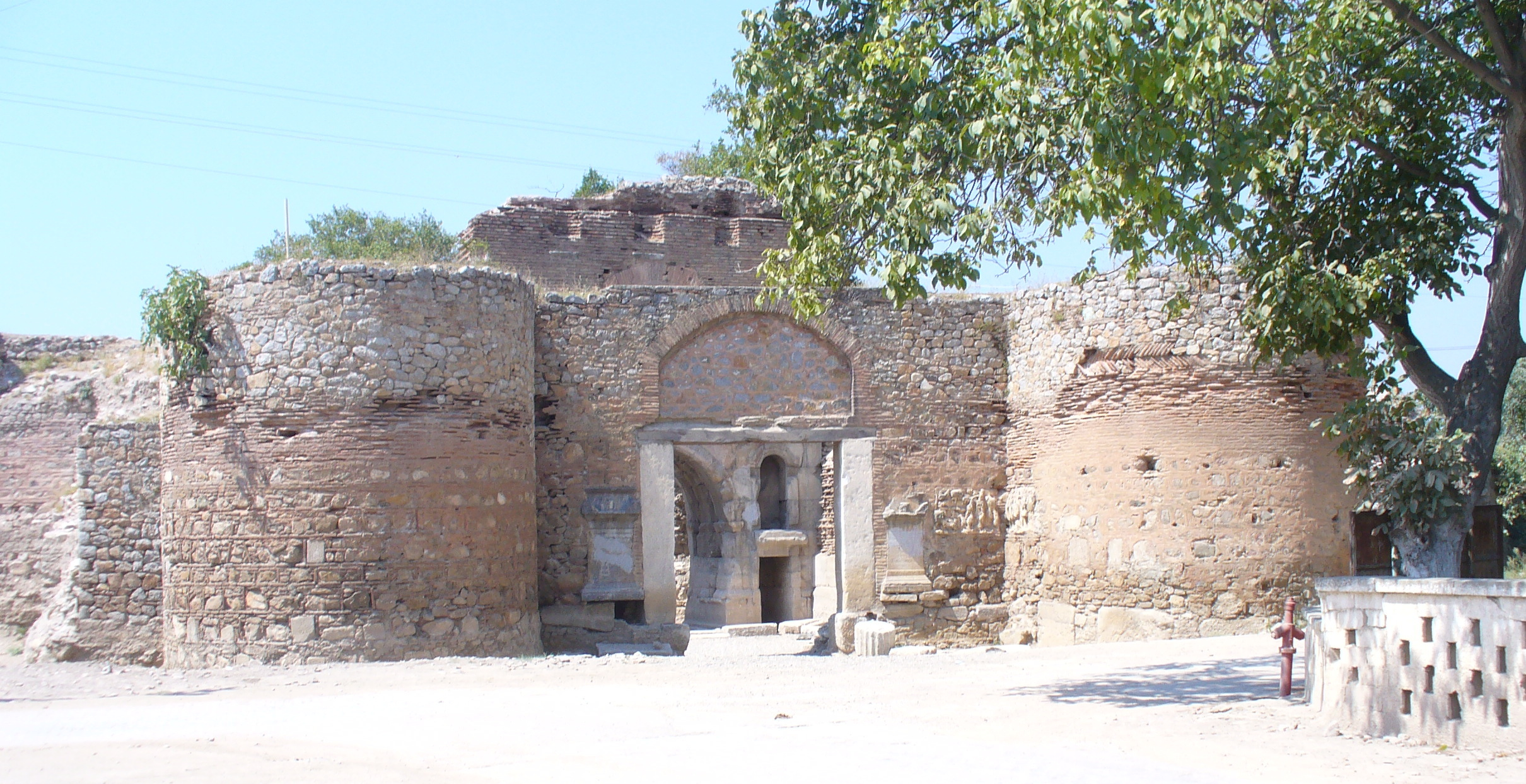
Das Lefke-Tor, ein Teil der Stadtmauern von Nikaia.

2014 wurden im İznik-See die versunkenen Überreste einer byzantinischen Basilika entdeckt.

## Verkehr
Von Istanbul aus erreicht man İznik am schnellsten über die Fährverbindung nach Yalova und Orhangazi.

## Persönlichkeiten
- İsmail Yüksek (* 1999), türkischer Fußballspieler
- Hipparchos von Nicäa (* um 190 v. Chr. in Nicäa; † um 120 v. Chr. wahrscheinlich auf Rhodos) war der bedeutendste griechische Astronom seiner Zeit. Er gilt als Begründer der wissenschaftlichen Astronomie.

## Film
- 2023: Universum History: Die versunkene Kathedrale – Das Rätsel von Iznik[6]